# یامانا تویوکونی
یامانا تویوکونی (به ژاپنی: 山名豊国) سامورایی و دایمیو در دوره سن‌گوکوو دوره ادو در ولایت تاجیما و صاحب قلعه توتوری بود.